# دانیل مک‌کان
دانیل مک‌کان (Daniel McCann) (زادهٔ ۳۰ نوامبر ۱۹۵۷ – درگذشتهٔ ۶ مارس ۱۹۸۸)، یک عضو ارتش موقت جمهوری‌خواه ایرلند (IRA) بود که در ۶ مارس ۱۹۸۸، هنگامی که تلاش می‌کرد یک ماشین انفجاری را در جبل الطارق جاسازی نماید، توسط ارتش بریتانیا تیرباران گردیده و کشته شد.

## دوران کودکی
مک‌کان در یک خانواده جمهوری‌خواه ایرلندی که از منطقه کلونارد در بلفاست غربی بودند، متولد شد. وی آموزش‌های ابتدایی خود را در مدرسه ابتدایی سنت گال و مدرسه دستور زبان سنت مری در بلفاست، دریافت کرد. مک‌کان نتوانست تحصیلات خود را به پایان برساند، چون پس از این‌که در اغتشاشات دخیل شد، دستگیر گردید. وی متهم به «رفتار اغتشاش‌گرایانه» شده و محکوم به شش ماه حبس گردید. اواخر همان سال، مک‌کان به ارتش موقت جمهوری‌خواه ایرلند پیوست. چندی بعد، وی به دلیل مالکیت مواد منفجره مجرم شناخته شده و محکوم به دو سال حبس شد.

## فعالیت شبه نظامی
در ۱۹۸۷ میلادی، مک‌کان همراه با یک عضو دیگر ارتش جمهوری‌خواه ایرلند، سین ساویج، دو افسر نیروهای انتظامی سلطنتی اولستر را در لنگرگاه‌های بلفاست به قتل رساندند.
در ۱۹۸۸ میلادی، مک‌کان و ساویج همراه با یک عضو دیگر ارتش جمهوری‌خواه ایرلند به‌نام مایرید فاریل به سرزمین فرادریایی بریتانیا در جبل طارق فرستاده شدند تا بمبی را در منطقه شهری جاسازی نموده و یک گروه نوازنده نظامی بریتانیا که هر هفته هنگام تغییر محافظین جلوی اقامت‌گاه حاکم آن منطقه رژه می‌رفتند، را هدف قرار دهند.
حکومت بریتانیا از پیش در مورد این عملیات آگاهی داشت، از این‌رو یک واحد ویژه ارتش بریتانیا را جهت مهار سازی تیم ارتش جمهوری‌خواه ایرلند به جبل طارق فرستاد. زمانی که مک‌کان، ساویج و فاریل در ۶ مارس ۱۹۸۸ قبل از رانندگی ماشین انفجاری، مشغول یک عملیات شناسایی در جبل طارق بودند، سربازان سرویس هوایی ویژه با لباس‌های غیرنظامی، در جاده‌های شهر با آن‌ها مقابله کردند. پنج گلوله از یک فاصله نزدیک به بدن مک‌کان اصابت کرد و سربازان سرویس هوایی ویژه بعداً ادعا نمودند که آن‌ها هنگام نزدیک شدن به آن‌ها، به یک «حرکت تهاجمی» دست زده بودند. فاریل که همراه مک‌کان بود، نیز تیر خورده و کشته شد. ساویج که به تنهایی در عقب مک‌کان و فاریل در یک فاصله که به چشم قابل دید بود قدم می‌زد، با دیدن تیراندازی به سمت همکارانش، پا به فرار گذاشت و چندین یارد به سمت شهر جبل طارق فرار کرد، اما یکی از سربازان سرویس هوای ویژه او را با پای پیاده دنبال نمود، این سرباز ساویچ را نیز دستگیر نموده و سپس به قتل رساند. پس از این رویداد، دریافته شد که هر سه عضو ارتش جمهوری‌خواه ایرلند غیر مسلح بودند.
یک ماشین انفجاری که آماده راندن به سمت جبل طارق بوده و توسط مک‌کان، ساویج و فاریل ساخته شده بود، دو روز پس از مرگ آن‌ها توسط پلیس اسپانیا در فاصله ۳۶ مایل اسپانیا یافت شد که حاوی ۱۴۰ پوند (۶۴ کیلو گرام) سمتکس و یک وسیله منفجر کننده بود که زمان آن با زمان تغییر محافظین در جبل طارق تنظیم شده بود.

## رویدادهای متعاقب
مستندی تحت عنوان مرگ بر صخره در مورد عملیات ناکام ارتش جمهوری‌خواه ایرلند چندی پس از این‌که به‌وقوع پیوست، تولید گردیده و در تلویزیون بریتانیای پخش گردید، این مستند حاوی جزئیاتی در مورد اقدامات حکومت بریتانیا، اسپانیا و تیم ارتش جمهوری‌خواه ایرلند در عملیاتی بود که حکومت بریتانیا نام رمزی عملیات فلایوس به آن داده بود. در این مستند همچنین با شاهدان عینی که تیرباران اعضای ارتش موقت جمهوری‌خواه ایرلند را به چشم دیده بودند، مصاحبه صورت گرفته و سوالاتی از آن‌ها برای محک‌زدن صداقت حکومت بریتانیا و گزارش‌های سربازان بریتانیایی مطرح گردید و تمرکز بر این بود تا دانسته شود که آیا قبل از این‌که به سه عضو ارتش موقت جمهوری‌خواه ایرلند شلیک صورت گیرد، فرصتی برای تسلیمی از طرف سربازانی که در مقابل آن‌ها قرار داشتند، برای آن‌ها داده شد یا خیر. بر مبنای شایعاتی که در رسانه‌های بریتانیایی دست به دست می‌شد و طبق آن حکومت بریتانیا در آن زمان در جریان درگیری‌های ایرلند از سیاست «شلیک مستقیم» بر علیه ارتش جمهوری‌خواه ایرلند پیروی می‌کرد، این سؤال نیز در این مستند مطرح گردید که آیا تبادل آتش و خشونت متناسب بوده‌است یا خیر.

## خاک سپاری
در جریان خاک‌سپاری دسته جمعی جسد مک‌کان همراه با جسد ساویج و فاریل در زمین ارتش جمهوری‌خواه ایرلند در قبرستان میلتاون در بلفاست غربی، به تاریخ ۱۶ مارس ۱۹۸۸ که توسط ارتش جمهوری‌خواه ایرلند حمایت مالی گردید، هنگامی که اجساد را داشتند به زمین پایین می‌کردند، مراسم خاک‌سپاری تحت حمله نارنجک دستی از طرف یک نفر از شبه نظامیان منتسب به وفاداران قرار گرفت. مراسم خاک‌سپاری بلافاصله به یک صحنه آشفته مبدل گردیده و جنگ در حال فرار میان مرد مسلح که با سلاح دستی شلیک می‌کرد و نارنجک می‌انداخت و گروهی از عزا داران که وی را در زمین قبرستان دنبال می‌کردند آغاز شد. طی این رویداد سه عزادار کشته شده و تعدادی هم مجروح گردید.

## کتابشناسی
- Gerry Adams, Hope and History: Making Peace in Ireland, Brandon Books, 2003. ISBN 0-86322-330-3